# گرینویل، شهرستان لوگان، ویرجینیای غربی
گرینویل (به انگلیسی: Greenville) یک منطقهٔ مسکونی در ایالات متحده آمریکا است که در شهرستان لوگان، ویرجینیای غربی واقع شده‌است. گرینویل ۲۳۰٫۱۳ متر بالاتر از سطح دریا واقع شده‌است.